# Castillo de Cárcel
El castillo de Cárcel es un recinto amurallado situado en el término municipal de Sagunto (Valencia).
El conjunto tiene condición de bien de interés cultural con código 46.12.220-059.

## Emplazamiento
Se encuentra en una elevación próxima al río Palancia, situado de forma que tenía visión del castillo de Torres Torres y posiblemente del de Beselga, aunque esto último dependería de la altura de la torre, que se desconoce.

## Descripción
Se trata de un recinto amurallado de forma casi rectangular, salvo por uno de sus lienzos más largos, que tienen forma curva. En su interior existía una torre.